# Руен (Пловдивская область)
Руен (болг. Руен) — село в Болгарии. Находится в Пловдивской области, входит в общину Куклен. Население составляет 155 человек.

## Политическая ситуация
Кмет (мэр) общины Куклен — Димитр Крыстев Сотиров (инициативный комитет) по результатам выборов в правление общины.